# (682) Агарь
(682) Агарь (нем. Hagar) — астероид главного пояса, который был открыт 17 июня 1909 года немецким астрономом Августом Копффом в Обсерватории Хайдельберг-Кёнигштуль. Назван в честь Агари, библейской героини, наложницы Авраама и матери Измаила. Тиссеранов параметр относительно Юпитера — 3,340.